# Semiothisa californiaria
Semiothisa californiaria är en fjärilsart som beskrevs av Alpheus Spring Packard 1871. Semiothisa californiaria ingår i släktet Semiothisa och familjen mätare. Inga underarter finns listade i Catalogue of Life.